# Łucyki
Łucyki (ukr. Луцики) – wieś na Ukrainie w rejonie lwowskim (wcześniej w rejonie żółkiewskim) obwodu lwowskiego.

## Historia
Pod koniec XIX w. przysiółek Kamionki Wołoskiej w powiecie rawskim.